# Cereșovo, Ruse
Cereșovo (în bulgară Черешово) este un sat în comuna Slivo Pole, regiunea Ruse,  Bulgaria. 

## Demografie
Componența etnică a satului Cereșovo
     Bulgari (96,12%)
     Nicio identificare (3,87%)
     Altele (0%)
La recensământul din 2011, populația satului Cereșovo era de 129 locuitori. Din punct de vedere etnic, majoritatea locuitorilor (96,12%) erau bulgari. Pentru 3,87% din locuitori nu este cunoscută apartenența etnică.